# Хенон
Хенон (на шведски: Henån) е град в югозападната част на Швеция, лен Вестра Йоталанд. Главен административен център на община Уруст. Разположен е на брега на пролива Категат. Намира се на около 400 km на югозапад от столицата Стокхолм и на около 80 km на северозапад от центъра на лена Гьотеборг. Има малко пристанище. Населението на града е 1816 жители според данни от преброяването през 2010 г.